# Abelsche Von-Neumann-Algebra
Abelsche Von-Neumann-Algebren sind im mathematischen Teilgebiet der Funktionalanalysis betrachtete Von-Neumann-Algebren, deren Multiplikation kommutativ ist.

## Beispiele
- Die Algebra der Diagonalmatrizen auf dem endlichdimensionalen Hilbertraum {\displaystyle \mathbb {C} ^{n}} ist eine abelsche Von-Neumann-Algebra, die offenbar zur Algebra {\displaystyle \mathbb {C} ^{n}} mit der komponentenweisen Multiplikation isomorph ist. Die Unteralgebra der konstanten Vielfachen der Einheitsmatrix ist ebenfalls eine abelsche Von-Neumann-Algebra.
- Der Folgenraum {\displaystyle \ell ^{\infty }} mit der komponentenweisen Multiplikation ist die unendlichdimensionale Verallgemeinerung des ersten Beispiels. Diese abelsche Von-Neumann-Algebra operiert auf dem Hilbertraum {\displaystyle \ell ^{2}}.
- Ist {\displaystyle \lambda } das Lebesguemaß auf dem Einheitsintervall [0,1], so definiert jede Funktion {\displaystyle f\in L^{\infty }([0,1],\lambda )} durch die Formel {\displaystyle M_{f}(\xi ):=f\cdot \xi } einen stetigen linearen Operator {\displaystyle M_{f}:L^{2}([0,1],\lambda )\rightarrow L^{2}([0,1],\lambda )}. Die Algebra {\displaystyle \{M_{f};f\in L^{\infty }([0,1],\lambda )\}} ist eine abelsche Von-Neumann-Algebra, die man einfach mit {\displaystyle L^{\infty }[0,1]} bezeichnet.

## Abelsche Von-Neumann-Algebren als L∞-Algebren
Das obige Beispiel der {\displaystyle L^{\infty }} ist bis auf Isomorphie bereits der allgemeinste Fall. Es gilt:
Ist {\displaystyle A} eine abelsche Von-Neumann-Algebra über einem Hilbertraum {\displaystyle H}, so gibt es einen lokalkompakten Hausdorffraum {\displaystyle X} und ein positives Maß {\displaystyle \mu } auf {\displaystyle X} mit Träger {\displaystyle X}, so dass {\displaystyle A} isomorph zu {\displaystyle L^{\infty }(X,\mu )} ist.
Isomorphie bedeutet dabei isometrische *-Isomorphie. Ist der Hilbertraum {\displaystyle H} separabel, so kann man {\displaystyle X} als kompakten, metrischen Raum wählen.
Ist umgekehrt {\displaystyle (X,\mu )} ein Maßraum mit lokalkompaktem {\displaystyle X}, so definiert jede Funktion {\displaystyle f\in L^{\infty }(X,\mu )} durch die Formel {\displaystyle M_{f}(\xi ):=f\cdot \xi } einen stetigen linearen Operator {\displaystyle M_{f}:L^{2}(X,\mu )\rightarrow L^{2}(X,\mu )}. Die Algebra {\displaystyle A=\{M_{f};f\in L^{\infty }(X,\mu )\}} ist eine abelsche Von-Neumann-Algebra, die isomorph zu {\displaystyle L^{\infty }(X,\mu )} ist. {\displaystyle A} ist maximal unter allen abelschen Von-Neumann-Algebren auf  {\displaystyle L^{2}(X,\mu )}.

## Abelsche Von-Neumann-Algebren auf separablen Hilberträumen
Die Isomorphisklassen der abelschen Von-Neumann-Algebren über einem separablen Hilbertraum lassen sich vollständig überblicken; beschränkt man sich auf maximale Von-Neumann-Algebren, so kann man Isomorphie sogar durch unitäre Äquivalenz ersetzen.
Es seien {\displaystyle A_{n}\subset L(\mathbb {C} ^{n})} die zu {\displaystyle \mathbb {C} ^{n}} und {\displaystyle A_{\infty }} die zu {\displaystyle \ell ^{\infty }} isomorphe Von-Neumann-Algebren aus obigen Beispielen. Jede maximale abelsche Von-Neumann-Algebra über einem separablen Hilbertraum ist unitär äquivalent zu genau einer der Algebren
- {\displaystyle A_{n},\quad 1\leq n\leq \infty }
- {\displaystyle L^{\infty }[0,1]}
- {\displaystyle A_{n}\oplus L^{\infty }[0,1],\quad 1\leq n\leq \infty }

Dabei heißen zwei Von-Neumann-Algebren {\displaystyle A} über {\displaystyle H} und {\displaystyle B} über {\displaystyle K} unitär äquivalent, falls es einen unitären Operator {\displaystyle u:H\rightarrow K} gibt, so dass {\displaystyle a\mapsto uau^{*}} ein Isomorphismus {\displaystyle A\rightarrow B} ist.

## Abelsche Von-Neumann-Algebren als C*-Algebren
Abelsche Von-Neumann-Algebren sind insbesondere kommutative C*-Algebren und als solche nach dem Satz von Gelfand-Neumark isomorph zu einer Algebra {\displaystyle C(X)} stetiger Funktionen auf einem kompakten Hausdorffraum. {\displaystyle X} ist ein extremal unzusammenhängender Raum. Die Umkehrung gilt nicht, das heißt, es gibt extremal unzusammenhängende, kompakte Hausdorffräume {\displaystyle X}, so dass die Algebra {\displaystyle C(X)} nicht isomorph zu einer Von-Neumann-Algebra ist.

## Spektralsatz
Ist {\displaystyle a\in L(H)} ein selbstadjungierter, beschränkter linearer Operator auf dem Hilbertraum {\displaystyle H}, so ist die von {\displaystyle a} erzeugte Von-Neumann-Algebra abelsch und enthält sämtliche Spektralprojektionen von {\displaystyle a}. Abelsche Von-Neumann-Algebren sind daher ein natürlicher Rahmen zur Entwicklung der Spektraltheorie, was sich auch auf unbeschränkte selbstadjungierte Operatoren ausdehnen lässt. Dieses Programm wird konsequent in  ausgeführt.